# Alexander Höchst

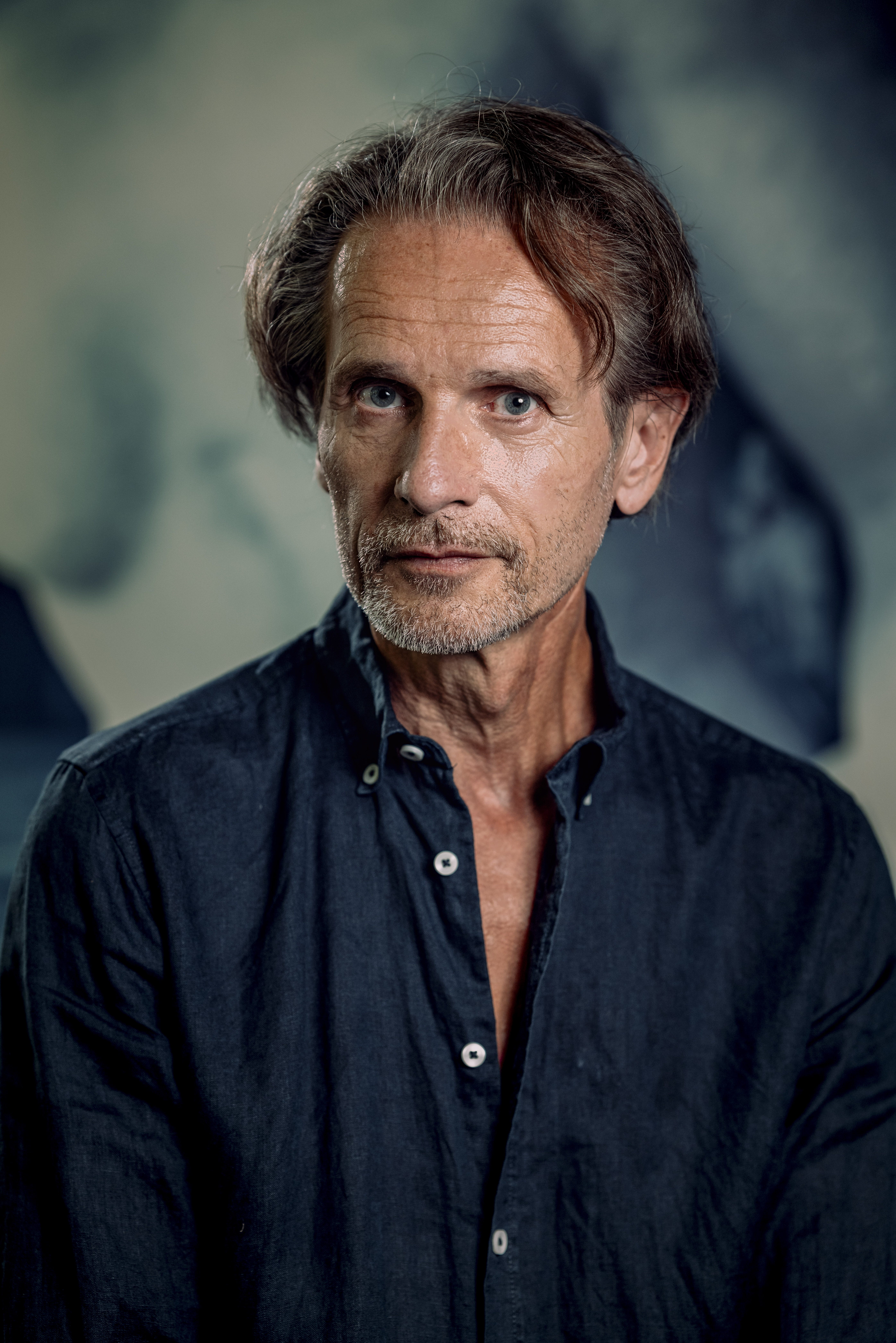
Alexander Höchst

Alexander Höchst (* 3. Juli 1962 in Bad Saarow) ist ein deutscher Schauspieler.

## Ausbildung und Theater
Höchst ist der Sohn des Schauspielers und Regisseurs Siegfried Höchst (1939–1991). Er machte zunächst eine Lehre als Monteur. Er absolvierte dann von 1984 bis 1988 eine Schauspielausbildung an der Hochschule für Film und Fernsehen „Konrad Wolf“ in Potsdam im Stadtteil Babelsberg.
Als Theaterschauspieler debütierte er 1988 am Städtischen Theater Karl-Marx-Stadt. Dort trat er unter anderem in Romeo und Julia (1988) und in Frühlings Erwachen (1989, als Hänschen Rilow) auf.
Er hatte Fest- und Gastengagements an der Volksbühne Berlin (1991; in der Komödie Das Sparschwein von Eugène Labiche), an den Freien Kammerspielen Magdeburg (1994/1995), mehrfach am Thüringer Landestheater Eisenach (1995 als Orlando in Wie es euch gefällt und 1998 als Karl Moor in Die Räuber), am Kleist-Theater Frankfurt (Oder) (1996; Titelrolle in Amphitryon), am Theater des Ostens (2000; 2001/02), am Kunsthaus Tacheles (Spielzeit 2005/06, als Marquis von Posa in Don Karlos), am Orphtheater (2007/08), am Theater 89 (mehrfach seit 1997). Am Theater 89 trat Höchst unter anderem in einer Bühnenfassung der Novelle Die Marquise von O.... (Spielzeit 2002/03) und in Jugend ohne Gott (2010) auf. Am Landestheater Neustrelitz spielte er die Titelrolle des Galileo Galilei in Leben des Galilei von Bertolt Brecht (Spielzeit 2014/15 und 2015/16). Am Stadttheater Fürth übernahm er 2016 die Titelrolle in Homo Faber von Max Frisch. Am Staatstheater Cottbus trat er in der Spielzeit 2017/18 als Rudolph in Wintersonnenwende von Roland Schimmelpfennig und als Reverend Hale in Hexenjagd von Arthur Miller auf. Seit 2014 spielt er bei den Klassikertagen in Wismar. In der Saison 2018 übernahm er dort die Titelrolle in Der Drache von Jewgeni Schwarz.
Neben seiner Theatertätigkeit erhält Höchst immer wieder Lehraufträge an diversen Schauspielschulen u. a. der Hochschule für Schauspielkunst „Ernst Busch“ Berlin.

## Film und Fernsehen
Sein Kino-Debüt gab er 1988 in dem Märchenfilm Die Geschichte von der Gänseprinzessin und ihrem treuen Pferd Falada, wo er die Rolle des „Prinz Ivo“ spielte.
Seine wohl wichtigste Filmrolle spielte Höchst neben Annekathrin Bürger in dem 1990/1991 für den DFF gedrehten Filmdrama Der Rest, der bleibt, in dem Höchst den wesentlich jüngeren 23-jährigen Liebhaber einer reifen Frau spielte. Höchst erwies sich darin als „sensibler, genau charakterisierender Darsteller“.
Höchst hatte Episodenrollen unter anderem in den Fernsehserien Alarm für Cobra 11 – Die Autobahnpolizei (1997), Kommissar Schimpanski (1997) und Der letzte Zeuge (2006). Eine durchgehende Serienrolle hatte er von 2008 bis 2011 als Dr. Marius Berg in der ARD-Serie Familie Dr. Kleist.

## Filmografie
- 1988: Die Geschichte von der Gänseprinzessin und ihrem treuen Pferd Falada
- 1988: Einer trage des anderen Last …
- 1988: Der Aufstand der Fischer von St. Barbara (TV-Film)
- 1989: Silberdistel (TV-Film)
- 1991: Der Rest, der bleibt (TV-Film)
- 1993: Sommerliebe (TV-Film)
- 1995: A.S. (Fernsehserie), Folge: Schatten der Vergangenheit
- 1997: Alarm für Cobra 11 – Die Autobahnpolizei (Fernsehserie), Folge: Kaltblütig
- 1997: Kommissar Schimpanski (Fernsehserie), Folge: Ein Bonbon für den Mörder
- 1998: Just Married
- 1999: Wege in die Nacht
- 2000: Mittwoch
- 2001: Venus.de – Die bewegte Frau
- 2004; 2008–2011: Familie Dr. Kleist
- 2006: Der letzte Zeuge (Fernsehserie), Folge: Die Richterin
- 2008: Wochentage
- 2016: Kosmonautensehnsucht (Kino-Spielfilm)

## Hörspiele
- 2014: Hans Block: Don Don Don Quijote Attackéee (Nach Miguel de Cervantes) – Regie: Hans Block (DLF mit Schauspielschule „Ernst Busch Berlin“)